# Lidija Nikolajewna Gall

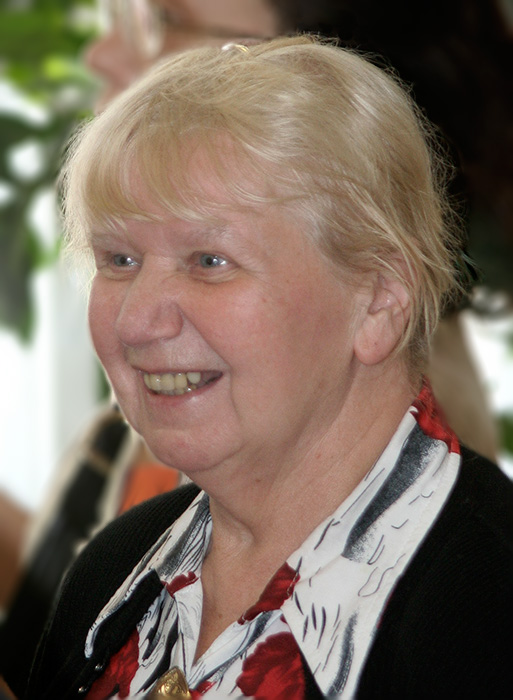
Lidija Gall beim 3. Kongress der Russischen Gesellschaft für Massenspektrometrie, September 2007

Lidija Nikolajewna Gall (russisch Лидия Николаевна Галль; * 1. September 1934 in Leningrad, Sowjetunion; † 21. Oktober 2023) war eine russische Physikerin und Hochschullehrerin. Sie war Professorin und Akademikerin der Russischen Akademie der Naturwissenschaften und forschte auf dem Gebiet der Massenspektrometrie und der Entwicklung neuer massenspektrometrischer Instrumente und Techniken. Sie gilt als eine der Erfinderinnen von Elektrospray-Ionisationsquellen und Hochleistungs-Massenanalysatoren.

## Leben und Werk
Gall war die Tochter eines Ingenieurs. Sie und ihre Mutter befanden sich am 22. Juni 1941 im Dorf Perekopovka in der Ukraine, als für Russland der Zweite Weltkrieg begann. Da sie erkrankt war, konnte sie mit ihrer Mutter nicht sofort zurück nach Leningrad. Ende August 1941 wollten sie nach Leningrad zurückkehren, aber auf dem Weg dorthin wurde sie wegen eines Luftangriffs für 5 Jahre von ihrer Mutter getrennt. Nach einem Aufenthalt in einem Waisenhaus und einem Schulbesuch 1944 in Moskau, kehrte sie im Herbst 1945 nach Leningrad zurück. Sie besuchte die weiterführende Mädchenschule in Leningrad ein und schloss diese 1951 mit einer Goldmedaille ab. Gleichzeitig mit der Schule studierte sie am Theaterinstitut. Sie trat in die Fakultät für Funktechnik des Leningrader Polytechnischen Instituts ein und schloss ihr Studium 1957 mit Auszeichnung ab und erhielt die Qualifikation eines Forschungsingenieurs in der Fachrichtung Physikalische Elektronik. In ihren letzten Jahren am Institut interessierte sie sich für theoretische Physik und nahm am theoretischen Seminar von Lew Dawidowitsch Landau am Institut für physikalische Probleme der Akademie der Wissenschaften der UdSSR teil, wofür sie jede Woche nach Moskau reiste. Ihre erste Abschlussarbeit wurde am Lehrstuhl für Theorie der Physik vorgestellt und trug den Titel Stabilität der Protonenbewegung im Protonenbeschleuniger. Die zweite Arbeit befasste sich mit der Modellierung der Volumenladung bei elektronischen Emissionszielen. Beide Berichte wurden erfolgreich vorgelegt. Nach ihrem Abschluss forschte sie im Labor für Massenspektrometrie der Leningrader Abteilung für Sonderkonstruktionen. 1971 promovierte sie für den akademischen Grad Kandidatin der physikalischen und mathematischen Wissenschaften.
Anschließend wurde sie in das Sonderbüro für analytische Instrumentierung der Akademie der Wissenschaften der UdSSR geschickt. 1978 wurde sie nach der Gründung des Instituts für analytische Instrumentierung der Akademie der Wissenschaften als Leiterin an das neu gegründetes Labor Nr. 1 Instrumentelle Analysemethoden im Bereich der Massenspektrometrie der Akademie der Wissenschaften versetzt. 1983 promovierte sie für den Doktor der physikalischen und mathematischen Wissenschaften mit dem Schwerpunkt Physikalische Elektronik.

## Forschung
Unter ihrer Leitung und mit ihrer Beteiligung wurden Massenspektrometer entwickelt. Gall untersuchte auch Fragen im Zusammenhang mit biochemischen Prozessen in Umweltobjekten, einschließlich der Untersuchung des Einflusses äußerer physikalischer Faktoren geringer Intensität auf Lebewesen und Modellsysteme in der Umwelt in Form wässriger Lösungen, die Schaffung neuer Techniken und Instrumentensysteme in diesem Bereich unter aktiver Nutzung der Möglichkeiten massenspektrometrischer Methoden. Die von ihr verfassten Bücher widmen sich dem physikalischen Konzept der Rolle des Wassers in der Biochemie und Biophysik lebender Organismen.
Die von ihr entwickelten Geräte enthalten ungewöhnliche technische Lösungen, die es ermöglichten, hohe analytische Parameter zu erhalten. In ihren Entwicklungen kamen erstmals statische Massenanalysatoren mit runden Grenzen und die Magnet-Elektrostatik-Sequenz in zwei Kaskadengeräten zum Einsatz, die eine außergewöhnlich hohe Linienqualität ermöglichten. In einer Oberflächenionisationsquelle wurde ein röhrenförmiger Emitter eingesetzt, der es erstmals ermöglichte, das Isotopenverhältnis in einer Probe mit 10.000 Uranatomen zu messen. Es wurde eine Dreibandquelle zur Oberflächenionisation entwickelt, die in allen relevanten Geräten weltweit zum Einsatz kam. Sie schlug ein neues Konzept für eine Quelle mit Elektronenionisierung und eine neue Methode zum Sammeln von Ionen in einer Plasmaquelle vor.
Gall schuf die wissenschaftlichen Grundlagen der modernen Theorie der massenspektrometrischen Instrumente, die es ermöglicht, die Entwicklung neuer Methoden zur Ionisierung von Atomen und Molekülen sowie neuer Massenanalysatoren zu berücksichtigen, die diese für die Elementar-, Isotopen- und Molekülanalyse optimal erfüllen. Sie hat Grundlagenforschung zu verschiedenen Ionisierungsmethoden durchgeführt und die am häufigsten verwendeten Ionenquellen in der Massenspektrometrie theoretisch überprüft und optimiert.
Sie entwickelte eine neue Methode zur massenspektrometrischen Analyse nichtflüchtiger organischer, anorganischer Substanzen und Biopolymere, die Extraktion von Ionen aus Lösungen bei Atmosphärendruck (ERIAD). Die ERIAD-Methode fand außerhalb Russlands breite Anwendung und ist unter dem Namen Elektrospray zur Grundlage der modernen Massenspektrometrie für biologische und medizinische Anwendungen geworden. Gall leistete auch Beiträge zur Erforschung der Ionisierung von Gasen und Dämpfen durch Elektronen, der Oberflächenionisierung von Salzen und Oxiden schwer ionisierbarer Substanzen, der Ionisierung von Atomen und Molekülen in starken elektrischen Feldern und der Ionisierung fester Proben durch Sekundärionen-Massenspektrometrie, in einer Glimmentladung und in einem Bogenentladungsplasma. Sie schlug eine neue Methode der Elementaranalyse von Dielektrika vor und entwickelte die Ionisierung in einer Gleitentladung. 
Während ihrer Tätigkeit an der Akademie der Wissenschaften der SKB AP der UdSSR war sie als Entwicklerin ihrer ionenoptischen Systeme und Ionenquellen an der Entwicklung aller seit 1960 am SKB hergestellten massenspektrometrischen Instrumente beteiligt. Während ihrer Tätigkeit als Leiterin des Bereichs Ionenquellen fungierte sie auch als Chefdesignerin des Projekts bei der Entwicklung der Massenspektrometer MX1320, MI 3304 und MI 3305.
Zu Beginn des 21. Jahrhunderts interessierte sich die russische Atomindustrie für neue Isotopen-Massenspektrometer. Gall leitete die Forschung und entwickelte vier Arten von Instrumenten, die jetzt in Russland kommerziell erhältlich sind: MTI-350G – für Gase; MTI-350GP – für Verunreinigungen; MTI-350T – für Feststoffe; und MTI-350GC – für die Sublimation. Sie stellen einen vollständigen Kernbrennstoffkreislauf der russischen Nuklearindustrie bereit. Das ionenoptische Schema dieser Instrumente wurde unter Einbeziehung aller bisherigen Erfahrungen entwickelt. 
Zu ihren Schülern zählen Anatoli Werentschikow, Wolodymyr Sawtschenko, Andrei Yu Subarew, Alexander J. Berdnikow, Michail Jawor und andere Entwickler wissenschaftlicher Instrumente und ihrer Komponenten und Entwickler von Methoden zur Berechnung ionenoptischer Systeme.
Sie ist Autorin von über 100 wissenschaftlichen Publikationen und mehr als 50 Patenten.
2023 starb Gall im Alter von 90 Jahren.

## Ehrungen (Auswahl)
- 2022: Thomson Medaille[7]
- 2022: Manuel-Rivieros-Medaille

## Veröffentlichungen
- mit A. Averin, A. S. Berdnikov, S. V. Masyukevich, N. S. Samsonova, N. R. Gall: Ion-optical system of an ion source with energy focusing in the formed beam. Zhurnal Tekhnicheskoi Fiziki, 89:4, 2019,  S. 608–613  mathnet  elib; Tech. Phys., 64:4, 2019, S. 564–568.
- mit A. A. D'yachenko, N. M. Blashenkov, N. S. Samsonova, A. A. Semenov, A. V. Lizunov, N. R. Gall: observation of С+ ions during electrospray with in-source atomization. Pisma v Zhurnal Tekhnicheskoi Fiziki, 45:18 , 2019, S. 52–54 mathnet  elib; Tech. Phys. Lett., 45:9, 2019, S. 955–957.